# Sankt Nicolai Kirke (Svendborg)
Sankt Nicolai Kirke er en dansk kirke, beliggende i Svendborg.
1892-94 blev kirken restaureret ved arkitekt H.B. Storck, der havde Johannes Magdahl Nielsen som konduktør.